# Takashi Takabayashi
Takashi Takabayashi (jap. 高林 隆, Takabayashi Takashi; * 2. August 1931 in der Präfektur Saitama; † 27. Dezember 2009) war ein japanischer Fußballspieler.

## Nationalmannschaft
1954 debütierte Takabayashi für die japanische Fußballnationalmannschaft. Takabayashi bestritt neun Länderspiele und erzielte dabei zwei Tore. Mit der japanischen Nationalmannschaft qualifizierte er sich für die Olympischen Spiele 1956.